# Oncocalyx bolusii
Oncocalyx bolusii är en tvåhjärtbladig växtart som först beskrevs av Thomas Archibald Sprague, och fick sitt nu gällande namn av D. Wiens & R.M. Polhill. Oncocalyx bolusii ingår i släktet Oncocalyx och familjen Loranthaceae. Inga underarter finns listade i Catalogue of Life.